# Самбучето (Ђенова)
Самбучето је насеље у Италији у округу Ђенова, региону Лигурија.
Према процени из 2011. у насељу је живело 27 становника. Насеље се налази на надморској висини од 285 м.